# Xu Zhimo
Xu Zhimo (徐志摩), född 15 januari 1897 i Haining, död 19 november 1931 i Jinan, Shandong, var en kinesisk poet och översättare. Han var en av de främsta företrädarna för Rörelsen för en modern poesi på 1920-talet
Xu kom från en rik familj i Zhejiang och hans far var en framstående bankir och vän till entreprenören Zhang Jian. Xu fick en grundläggande utbildning i de kinesiska klassikerna och studerade sedan vid ett västerländskt college i Shanghai. 1916 skrev han in sig vid Pekings universitet där han studerade fram till 1918. Därefter begav han sig till USA, där han studerade vid Clark University i Worcester, Massachusetts, och Columbia University i New York. Xu var inte nöjd med sin vistelse i USA och begav sig 1920 till Cambridge University i England, där han bland annat blev inspirerad av Bloomsburygruppen och lärde känna Katherine Mansfield.
Han återvände till Kina i oktober 1922 och uppehöll sig i Peking, där han blev en av Liang Qichaos skyddslingar. När Rabindranath Tagore besökte Kina var Xu hans tolk och han blev ryktbar för sina tolkningar av Tagores poesi till kinesiska.
Efter nya omfattade resor i Europa inledde han sin mest produktiva period som poet 1925 och han blev en av de främsta förespråkarna för en modern poesi i Kina, frigjord från den äldre poesins metriska och tematiska konventioner. Xu Zhimo experimenterade framgångsrikt med versmått hämtade ifrån de stora brittiska romantikerna. Han var även den förste som översatte William Blakes poesi till kinesiska. Xu var starkt influerad av Thomas Hardy, Dante Gabriel Rossetti, John Keats och Charles Swinburne.
Xu Zhimo var beryktad för sina äktenskapsaffärer och var gift två gånger. Xu gillade att flyga och 1931 pendlade han med flygplan mellan Peking och Shanghai. Han omkom när hans plan störtade nära Jinan vid endast 34 års ålder.